# Krzykawa
Krzykawa ist eine Ortschaft mit einem Schulzenamt der Gemeinde Bolesław im Powiat Olkuski der Woiwodschaft Kleinpolen in Polen.

## Geschichte

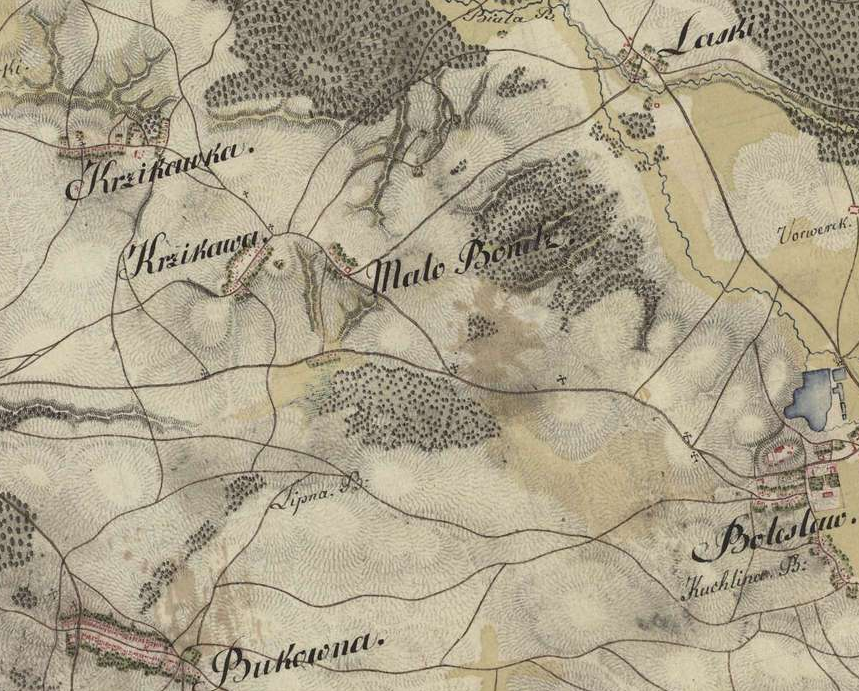
Krzykawa und die Umgebung auf der österreichischen Karte von Friedrich von Mieg (1779–1783)

Die Bebauungen der Orte Krzykawa, Krzykawka und Małobądz sind heute verschmolzen entlang des gleichen Wegs. Von diesen drei ist Krzykawka die älteste Ortschaft und wurde schon 1361 als Crzicawa erstmals und 1408 als Minori Krzicawa (Klein Krzicawa) erwähnt, also bestand schon ein zweites Krzykawa: 1416 als Crzicawa erstmals und 1437 als Magna Crzycawa erwähnt.
Der Ortsname, ursprünglich Name eines Hügels, ist unklarer Herkunft, möglicherweise vom Personennamen Krzyk abgeleitet, in örtlichen Mundart besteh ein Appellativ krzykawa sowie Verb krzykać – vergleiche der tschechische Ortsname Křikava. Im 15. Jahrhundert wurde das Adjektiv Magnus (Groß) hinzugefügt, Krzykawka dagegen mit Minori und Parwa (Klein), der heutige Name ist eine diminutive Form des Namens Krzykawa.
Die Orte gehörten zum Königreich Polen (ab 1569 in der Adelsrepublik Polen-Litauen), Woiwodschaft Krakau, Kreis Krakau bzw. Proszowice.
Bei der dritten Teilung Polens wurde Krzykawa 1795 Teil des habsburgischen Kaiserreichs. In den Jahren 1807–1815 gehörte das Dorf zum Herzogtum Warschau, 1815 bis 1918 wurde es  Teil des Kongresspolens.
1918, nach dem Ende des Ersten Weltkriegs wurde Krzykawa Teil Polens. Beim Überfall auf Polen 1939 wurde das Gebiet von den Deutschen besetzt und dem Landkreis Ilkenau im neuen „Ostoberschlesien“ zugeordnet.
Von 1975 bis 1998 gehörte Krzykawa zur Woiwodschaft Katowice.

## Religion
Krzykawa gehört zu der römisch-katholischen Pfarrei in Krzykawka des Bistums Sosnowiec, sowie der Pfarrei der Polnisch-Katholischen Kirche (der Altkatholischen Kirche in Polen) Krzykawa-Małobądz (die Pfarrkirche ist in Małobądz) für ungefähr 1000 Mitglieder, die 1988 aus der Pfarrei in Bolesław ausgegliedert wurde.